# موبی (اداماوا)
موبی (به لاتین: Mubi) یک منطقهٔ مسکونی در نیجریه است که در ایالت اداماوا واقع شده‌است. موبی ۱۲۸٬۹۰۰ نفر جمعیت دارد.